# Paul Nobuo Tatsuguchi
Vous lisez un « bon article » labellisé en 2011.
Paul Nobuo Tatsuguchi (辰口 信夫, Tatsuguchi Nobuo), parfois nommé à tort Nebu Tatsuguchi, est un médecin japonais né le 31 août 1911 à Hiroshima et mort sur l'île d'Attu en Alaska le 30 mai 1943. Incorporé dans l'armée impériale japonaise pendant la Seconde Guerre mondiale, il fut tué durant la bataille d'Attu.
Fidèle de l’Église adventiste du septième jour, Tatsuguchi étudie la médecine aux États-Unis. Il rentre au Japon une fois son diplôme en poche et exerce au sanatorium adventiste de Tokyo où il continue d’approfondir ses connaissances médicales. En 1941, le gouvernement l’intègre dans l’armée impériale japonaise en tant que médecin. Fin 1942 ou début 1943, Tatsuguchi est envoyé sur l’île d'Attu qui était occupée par les forces japonaises depuis octobre 1942. L’armée américaine attaque l’île le 11 mai 1943 pour tenter d’en reprendre le contrôle.
Malgré les heurts de la bataille qui s'ensuit, Tatsuguchi réussit à tenir un journal intime dans lequel il note le déroulement des combats et ses difficultés à soigner tous les blessés qui affluent dans son hôpital de fortune. Il est tué le dernier jour de la bataille lors d'une charge suicidaire désespérée des restes de l'armée japonaise contre les forces américaines quinze fois plus nombreuses.
Le journal intime de Tatsuguchi est découvert par les Américains qui le traduisent. Après la bataille, beaucoup d'exemplaires de cette traduction sont publiés aux États-Unis. Le public américain est intrigué par l'histoire de ce chrétien, formé à la médecine en Amérique, mais servant dans l'armée japonaise et prenant apparemment soin d'assister les soldats mortellement blessés dans leurs derniers instants. Des extraits de son journal sont fréquemment repris en Occident dans les comptes rendus de la bataille, en particulier le passage où, la situation militaire étant critique, il écrit un message d'adieu à sa famille.

## Origines
Le père de Tatsuguchi, Suichi Tatsuguchi (辰口 主一), est né et a grandi à Hiroshima au Japon avant de partir pour les États-Unis en 1895 pour « explorer le nouveau monde ». Il étudia au Heraldsburg College, plus tard renommé Pacific Union College, à Angwin en Californie. Pendant cette période, il fut baptisé et devint un fidèle de l'église adventiste du septième jour. En 1907, après avoir terminé des études d'odontologie à San Francisco, Suichi Tatsuguchi retourne à Hiroshima avec l'ambition de devenir médecin missionnaire.
À Hiroshima, Tatsuguchi fonde un cabinet dentaire prospère et aide à établir une église adventiste dans la ville. Il épouse Sadako Shibata (シバタ 貞子) qui connait également bien les États-Unis et parle couramment anglais. Suichi et Sadako eurent trois fils et trois filles. Les trois fils étudieront tous en Amérique,. Le deuxième fils, né le 31 août 1911, reçut le nom anglo-saxon de Paul et le nom japonais de Nobuo, bien que tout le monde l'appelât Joseph à la maison.

## Études et mariage
Après avoir fréquenté le collège de la ville de Hiroshima, Paul Nobuo Tatsuguchi étudie à l'académie anglaise Travier d'où il sort diplômé le 2 mars 1923. Il part alors pour la Californie et entre au Pacific Union College, comme son père, en 1929, où il reçut son diplôme le 22 mai 1932. Lorsque ses parents meurent subitement en 1932, Paul retourne au Japon pour régler certaines affaires familiales. Il repart en Amérique l'année suivante et entre à l'université de Loma Linda pour enfin finir ses études en juin 1937. Paul Tatsuguchi devient ensuite interne pendant un an au White Memorial Medical Center de Los Angeles. Pendant ses études, Tatsuguchi est considéré par ses camarades, qui l'appellent « Tatsy » ou Paul comme un étudiant sérieux et sympathique mais peu social. L'un d'entre eux, J. Mudry, déclare : « Je le connaissais bien et j'ai toujours pensé que Tatsuguchi, que nous appelions Paul, était quasiment un Américain à part entière »,.

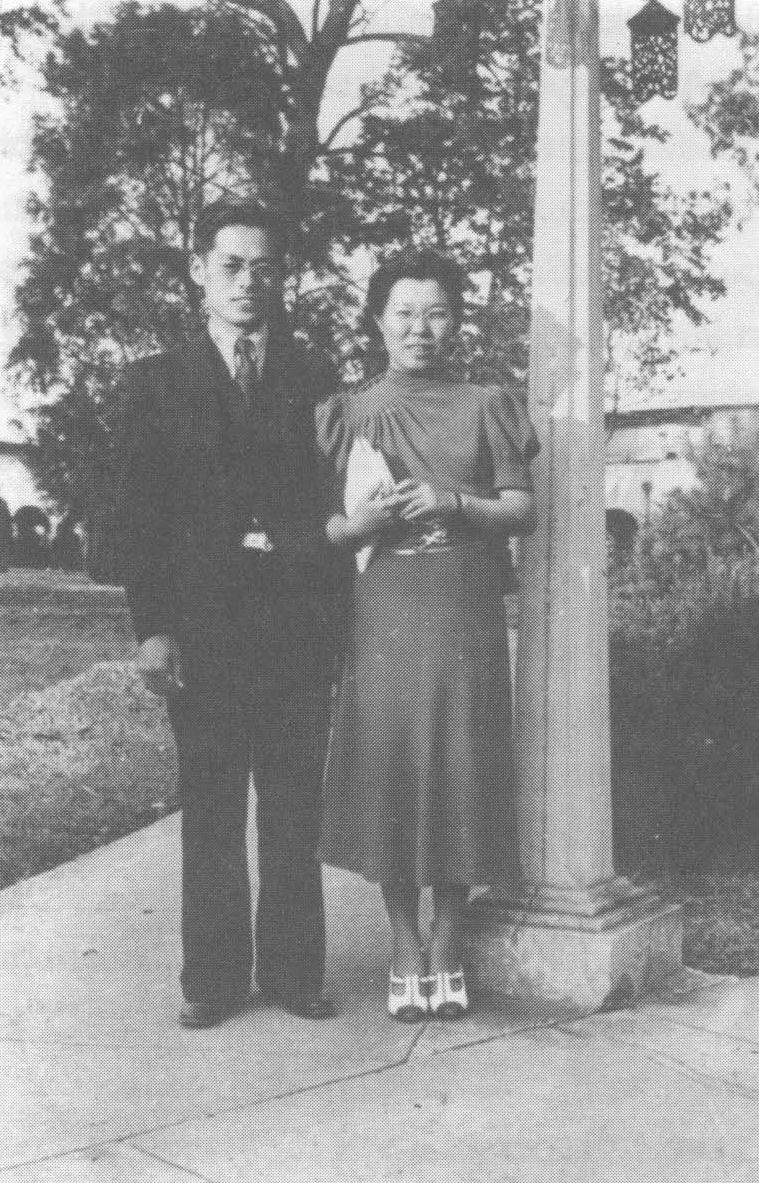
Paul et Taeko juste après leur mariage en 1938.

Le 8 septembre 1938, Tatsuguchi obtient un diplôme de docteur en médecine et une licence médicale lui permettant d'exercer en Californie. La même année, il accepte un poste au sanatorium adventiste de Tokyo, une institution fondée en partie par son père en 1928. Comme il était prévu qu'il travaille avec des patients atteints de tuberculose, Tatsuguchi retourne étudier plusieurs mois en Californie pour approfondir ses connaissances de cette maladie. Toujours en 1938, Tatsuguchi épouse une amie d'enfance, Taeko Miyake (ミヤケ 耐子). Les parents de cette dernière étaient missionnaires à Honolulu dans l'archipel de Hawaï pendant que Taeko étudiait en Californie. Le jeune couple quitte définitivement les États-Unis pour le Japon en 1939,.

## Intégration dans l'armée
À Tokyo, Tatsuguchi est conscient des tensions de plus en plus fortes entre le Japon et les États-Unis et il est partagé, tout comme Taeko, entre sa fidélité pour son pays et son amour pour l'Amérique, où il espère retourner un jour. Tatsuguchi concentre toute son énergie dans son travail au sanatorium et avec Taeko, il participe aux activités de l'église adventiste dont ils étaient des membres dévoués. En 1940, naît leur fille, Joy Misako.
Au début de l'année suivante, l'armée impériale japonaise - et la loi sur la conscription - obligent Tatsuguchi à quitter son travail pour intégrer le 1er régiment de la Garde impériale à Tokyo où il est incorporé avec le grade de simple soldat le 10 janvier 1941. Stationné dans la capitale, Tatsuguchi essaye de rendre visite à sa femme et sa fille chaque fois que son temps libre lui permet. En repensant à cette période, Misako a déclaré : « Je n'ai qu'un seul souvenir de mon père, quand il jouait à cache-cache avec moi »,.
En septembre 1941, Tatsuguchi entre à l'école de médecine de l'armée. Il en sort diplômé en octobre, est promu sergent-major et rejoint son régiment de la Garde impériale en janvier 1942. Dans le même temps, en décembre 1941, le Japon attaque la flotte américaine à Pearl Harbor et déclare la guerre aux États-Unis et à leurs alliés. Soupçonneuse envers Tatsuguchi pour avoir longtemps vécu en Amérique, l'armée ne l'élèvera jamais au rang d'officier.
Pendant les mois qui suivent, Tatsuguchi est déployé dans le Pacifique Sud en appui médical aux unités de l'armée qui combattent aux Indes orientales néerlandaises. Durant son service, Tatsuguchi commence à tenir un journal intime, notant la progression des combats et ses pensées et sentiments du moment. En septembre 1942, après avoir appris qu'il allait être réaffecté dans une zone de combat à Rabaul en Nouvelle-Bretagne, il écrit dans son journal : « Je suis très content et déterminé à faire de mon mieux » et ajoute être « déterminé à détruire les forces ennemies jusqu'aux derniers soldats ».
Tatsuguchi arrive à Rabaul le 4 octobre 1942. Son séjour y est vraisemblablement court car son épouse note qu'il rejoint Tokyo le même mois, en attendant d'être redéployé. Tatsuguchi n'a pas le courage d'indiquer à sa femme, alors enceinte de leur deuxième enfant, son affectation, mais elle note qu'il examine alors des cartes du Pacifique Nord. À un moment donné, il fait remarquer à Taeko qu'il partirait dans un endroit où il pourrait rencontrer certains de ses anciens camarades d'études de Californie,.
Quelques semaines après le départ de Tatsuguchi pour sa nouvelle affectation, l'armée remet à sa femme une mèche de ses cheveux, une tradition quand les soldats sont envoyés dans une zone de combat à haut risque au cas où ils seraient tués et que l'on ne puisse pas rapatrier leurs restes pour effectuer la cérémonie funéraire.

## Attu

### Arrivée sur l'île

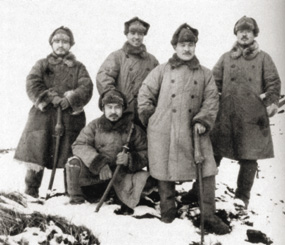
Des soldats japonais à Attu.

Les forces japonaises avaient débarqué sur les îles d'Attu et de Kiska le 7 juin 1942 mais elles avaient abandonné la première en septembre 1942 avant de décider de la réoccuper. Un régiment du Détachement de la mer du Nord (北海, Hokkai), une unité spéciale de débarquement et du personnel de soutien de la marine impériale japonaise arrivent sur Attu en octobre 1942. Le nombre total de soldats japonais sur l'île s'élevait entre 2 500 et 2 900 hommes. Le moment exact où Tatsuguchi débarque sur l'île est incertain car il n'avait pas le droit de dater les lettres qu'il envoyait à Taeko, mais ce fut probablement entre novembre 1942 et janvier 1943. Il est assigné à l'hôpital du détachement Nord 5216 de défense de la mer du Nord,.
À cause d'un blocus naval américain sur place, la correspondance entre Attu et le Japon est délicate. Tatsuguchi reçoit quand même plusieurs paquets de Taeko contenant des gâteaux et de l'onguent pour sa peau, abimée par les vents glaciaux d'Attu. Taeko reçoit quant à elle quatre lettres et plusieurs cartes postales de Tatsuguchi. Comme il lui est interdit de parler de la position ou des objectifs de son unité, Tatsuguchi parle du climat, de la beauté des montagnes enneigées autour de lui et de ses succès en tant que pêcheur. Il apprend dans une lettre de Taeko que leur seconde fille, Laura Mutsuko, est née en février. Tatsuguchi rappela à Taeko de jouer de la musique classique à leurs filles. On ignore s'il a tenu son journal intime pendant cette période car les premières notes retrouvées datent de mai, après l'attaque américaine pour reprendre le contrôle de l'île,.

### La bataille
Le 11 mai 1943, la 7e division d'infanterie légère américaine débarque sur Attu pour reprendre l'île aux Japonais. Le commandant de ces derniers, Yasuyo Yamasaki, positionne ses troupes - cinq fois moins nombreuses - dans les montagnes pour retarder l'avance américaine. Les premières notes du journal intime de Tatsuguchi commencent le 12 mai et parlent du mouvement vers les montagnes après le débarquement américain, déclarant simplement : « évacués vers les sommets. Des raids aériens frappent fréquemment. Entendons des bruits assourdissants, ce sont des tirs d'artillerie navale. Préparons l'équipement pour la bataille ».

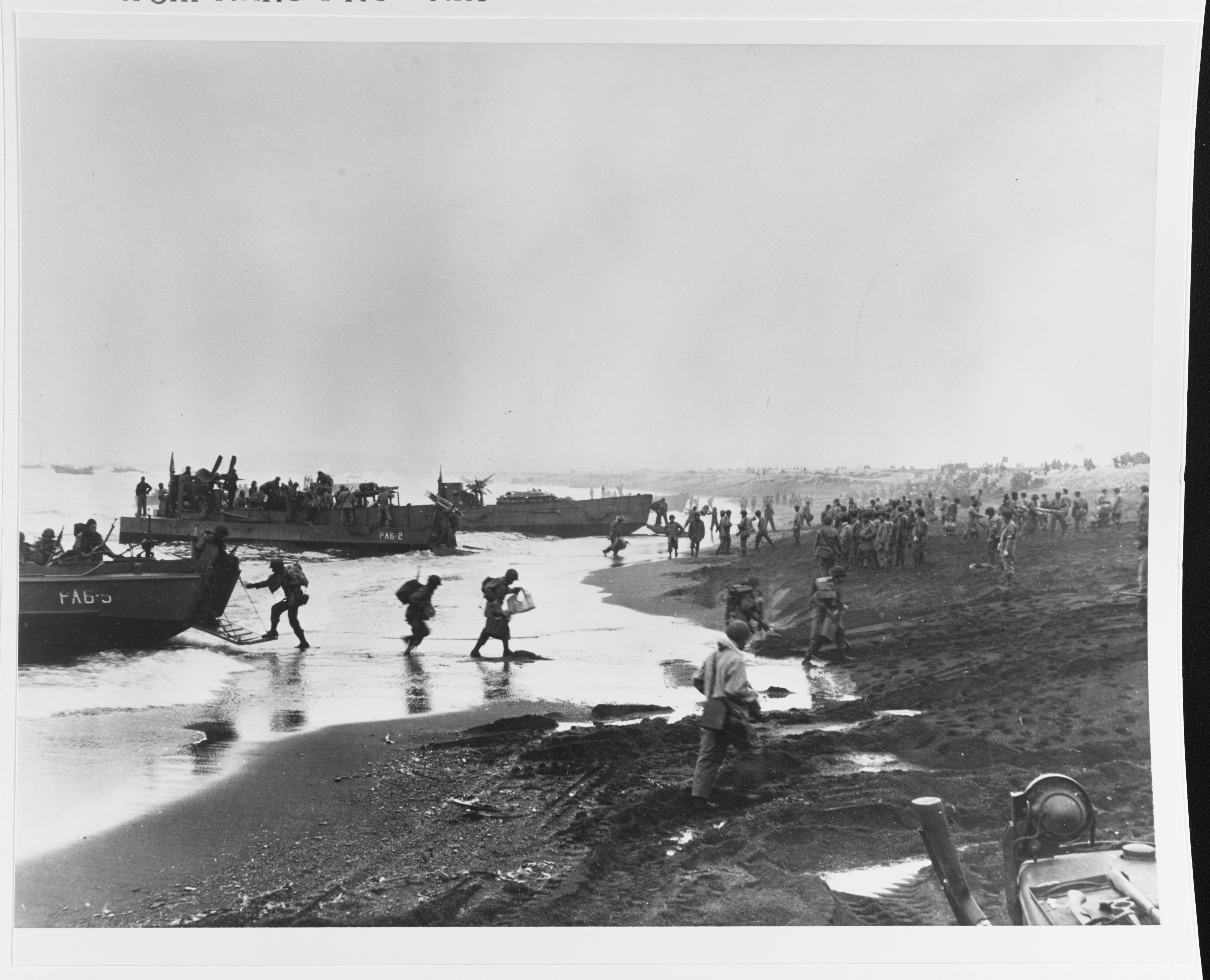
Troupes américaines débarquant sur Attu le 12 mai 1943.

Le 14 mai, l'artillerie américaine tire des projectiles au phosphore inoffensifs pour marquer les positions japonaises dans les montagnes. Beaucoup de Japonais, mais aussi d'Américains, croient que c'est du gaz toxique. Tatsuguchi note dans son journal : « La force ennemie américaine a utilisé du gaz mais cela ne nous a fait aucun dommage car les vents étaient trop forts »,.
Tatsuguchi écrit qu'il est contraint de déplacer son hôpital de campagne dans une grotte pour échapper aux bombardements navals et aériens américains. Il doit déménager son hôpital et ses patients plusieurs fois en fonction du recul des forces japonaises. Le 17 mai, il décrit l'un de ces mouvements :

« En soirée, vers 23 h 30, sous couvert de l'obscurité, j'ai quitté la grotte. Marché le long de chemins et de collines escarpées désertes. Qu'importe combien de temps nous marchons nous ne passerons pas le col. Reposé après 30-40 pas où un peu dormi et rêvé, me suis réveillé et suis reparti pour la même chose. Nous avons eu quelques blessés que nous avons dû porter sur des civières. Ils avaient les pieds mordus par le gel, et ne pouvaient plus bouger après tous ces efforts. Après avoir lutté en permanence, pendant neuf heures, et tout ça sans quitter mes patients. »

Tatsuguchi fait sans cesse référence dans son journal aux constantes attaques de l'artillerie et aviation américaines sur les positions de ses camarades. Le 21 mai, il note qu'il « fut mitraillé pendant qu'il amputait le bras d'un patient » et le 23 mai qu'« un projectile ennemi frappa l'un des piquets de la tente des patients et d'autres tentes, en tuant deux camarades sur le coup. Pas de nourriture pendant deux jours ». Le 26 mai, Tatsuguchi écrit : « il y avait une séance de lecture de l'édit impérial. La dernière ligne d'Umanose [position défensive japonaise] a été brisée. Aucun espoir pour des renforts. Nous allons tous mourir à cause de l'édit impérial »,,.

### L'attaque finale et la mort
Le 28 mai, il ne restait plus qu'environ 1 000 soldats japonais, regroupés dans une petite poche. Yamasaki, conscient que l'état-major n'enverrait jamais d'aide, prend une dernière décision radicale pour essayer de sauver ses hommes. Le 29 mai, il conçoit une attaque surprise des positions américaines. Il espère ainsi casser la ligne de front ennemie et s'emparer des batteries d'artillerie américaines qu'il aurait alors retournées contre le reste des troupes américaines et leurs navires en haute mer,,. La dernière note du journal de Tatsuguchi fait rapport de l'ordre de Yamasaki, de l'état des blessés dans son hôpital et il ajoute un message d'adieu pour sa famille :

« Aujourd'hui à 2 heures tout le monde fut rassemblé au quartier général, le personnel de l'hôpital aussi. Le dernier assaut allait être donné. Tous les patients de l'hôpital s'étaient suicidés. Je n'ai que 33 ans et je vais mourir [pour l'Occident, il avait presque 32 ans mais les Asiatiques rajoutaient le temps passé dans le ventre de leur mère]. Aucun regret. Bonsei [Banzai] pour l'Empereur. Je suis satisfait d'avoir pu garder mon âme en paix pendant qu'Enkis [ce mot pourrait désigner le Christ ou l'édit impérial] s'empare de moi à 8 heures. J'ai pris soin de tous mes patients avec une grenade. Adieu Iaeke [Taeko], ma chère épouse, qui m'aima jusqu'aux derniers instants. Avant que nous nous rencontrions de nouveau au royaume de Dieu, Misaka [Misako], qui vient d'avoir quatre ans, aura grandi dans un monde en paix. Je suis désolé Takiko [Mutusko] née en février de cette année de partir avant que tu ne puisses voir ton père. Adieu Mitsue, Frères Hocan, Sukoshan, Masachan, Mitichan, adieu. Un peu plus d'un millier d'hommes participent à cette attaque. Prendrons l'artillerie ennemie. Il semble que l'ennemi se prépare à attaquer demain. »

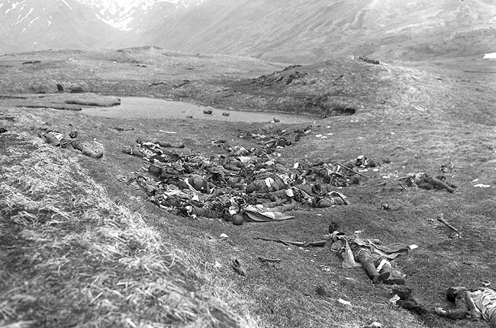
Troupes japonaises tuées durant l'attaque finale de Yamasaki le 30 mai 1943.

Yamasaki décida de lancer l'attaque le 30 mai au matin. Bien que la charge réussît à percer la ligne de défense ennemie, les Américains reprennent le dessus et tuent Yamasaki et la quasi-totalité des troupes japonaises. La plupart des soldats Japonais survivants se suicident et seuls 29 sont capturés vivants.
Il existe deux versions différentes de la mort de Tatsuguchi. La première est qu'il n'a pas participé à l'attaque. Plus tard dans la journée du 30 mai, deux soldats américains, Charles W. Laird et John Hirn, qui avaient participé aux recherches de Japonais vivants après l'échec de la charge, s'approchent de la grotte abritant l'hôpital de campagne de Tatsuguchi. Celui-ci en sort, une bible à la main en direction des Américains et crie en anglais : « Ne tirez pas ! Je suis chrétien ! » Laird entend le message et ne tire pas. Hirn, cependant, mitraille Tatsuguchi et le tue. Il déclare plus tard qu'il n'avait pas compris ce qu'avait dit Tatsuguchi à cause du vent et des bruits de combat et qu'il croyait que la bible qu'il pointait était une arme.
L'autre version a été rapportée à Taeko et Laura par Charles Laird en 1984. Il déclare qu'il dormait sous une tente le matin du 30 mai lorsque les troupes de Yamasaki brisèrent les lignes de front américaines. Un homme entre précipitamment dans la tente de Laird, ce dernier tire et le tue, avant de s'apercevoir que c'était un Américain. Ensuite il voit huit soldats japonais s'approcher à travers le brouillard, il tire et les tue eux aussi. L'un d'entre eux était Tatsuguchi. Laird dit qu'il trouve le journal intime de Tatsuguchi et un carnet d'adresses dans lequel il fut choqué de voir qu'il y avait des noms américains inscrits.
J. Mudry et un autre camarade d'études de Tatsuguchi, J. L. Whitaker, étaient dans l'unité médicale de la 7e division d'infanterie légère sur Attu pendant la bataille. Whitaker s'était retrouvé face à la charge ultime de Yamasaki mais il avait survécu sans même être blessé. Whitaker et Mudry furent plus tard stupéfiés d'apprendre que leur ancien camarade de classe était sur l'île dans les troupes japonaises et qu'il avait été tué tout proche d'eux.

## Son journal intime
Après la mort de Tatsuguchi, son journal, qui est écrit en japonais, ainsi que sa bible et son carnet d'adresses, sont transmis à la section de renseignement. Là, un Américain Nisei du nom de Yasuo Sam Umetani en fait une première traduction,.
Le texte se répand rapidement, d'abord parmi les membres de la section puis jusqu'aux troupes américaines sur Attu. La nouvelle qu'un médecin formé en Amérique faisait partie des forces japonaises sur Attu et la description de la bataille du point de vue japonais intrigue les Américains. Des copies non autorisées de la traduction d'Umetani et d'autres traductions postérieures, dont certaines prenaient des libertés sur le texte d'origine, se répandent rapidement parmi les troupes américaines sur Attu et sur les autres îles Aléoutiennes. Des civils travaillant sur les navires de transport dans la zone obtiennent des copies de la traduction du journal et les rapportent sur le continent où elles attirent rapidement l'attention du public et de la presse,.
Simon Bolivar Buckner, Jr., le commandant américain chargé de la défense de l'Alaska, entend parler du journal et est très vite préoccupé de savoir que l'auteur déclarait que les Américains avaient utilisé du gaz toxique pendant la bataille d'Attu. Buckner ordonne que le journal soit apporté à son bureau de commandement et que toutes les copies soient confisquées.
Néanmoins, pendant qu'il est en route, le journal disparait mystérieusement sans laisser de traces. En septembre 1943, les services de renseignement déclarent qu'il est devenu impossible d'empêcher la diffusion des traductions du journal.
Plusieurs journaux américains publièrent des extraits de journal. La plupart d'entre eux insistent sur le fait que Tatsuguchi, un chrétien dévoué, avait été impliqué dans le meurtre de patients blessés. Le 9 septembre 1943, le Chicago Tribune publia un article intitulé « Les Japs ont tué leurs propres blessés sur Attu, divulgation du journal » (Japs Slew Own Patients on Attu, Diary Discloses). Au contraire, le journal de l'université de Loma Linda qualifie Tatsuguchi de médecin doux et attentionné qui s'est retrouvé dans une situation qu'il ne contrôlait plus et où ses actes n'étaient pas en violation avec ses croyances religieuses et médicales. Beaucoup de comptes rendus historiques occidentaux de la bataille d'Attu mentionnent Tatsuguchi et son journal, en particulier les dernières notes inscrites,,.

## Legs

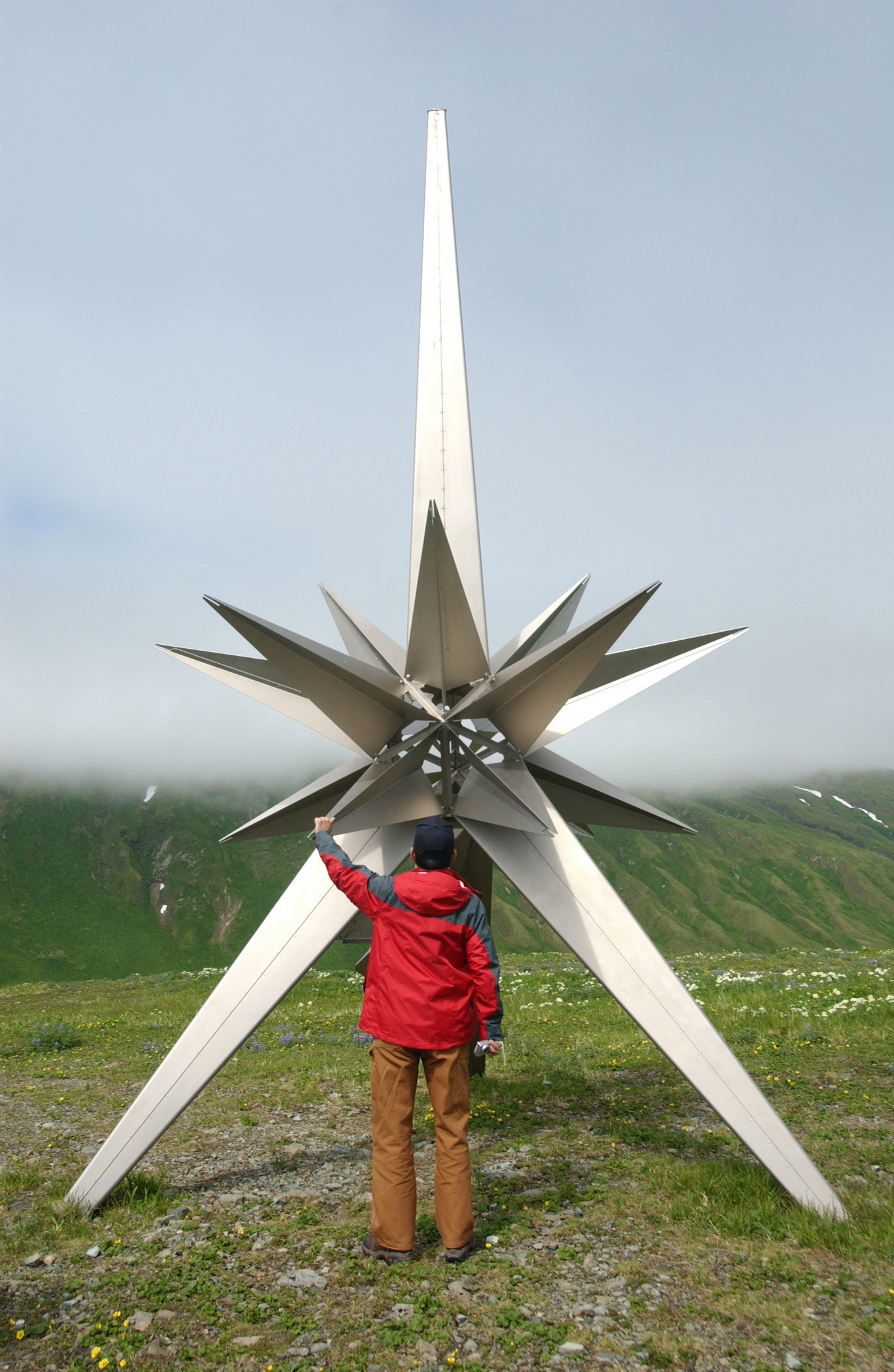
Monument à la paix sur l'île d'Attu érigé par le gouvernement japonais.

Le gouvernement japonais informe Taeko de la mort de son mari en août 1943. Elle vit le reste du conflit avec une pension de veuve de guerre et l'aide de proches, mais elle garde l'espoir que son mari revienne un jour. Peu de temps après la capitulation du Japon, B. P. Hoffman, un ancien enseignant de Tatsuguchi pendant ses études et un ami de Taeko, lui rend visite à Osaka, la ville où elle vit. Hoffman lui annonce qu'un agent du FBI lui a rendu visite pendant la guerre parce que son nom se trouvait dans le carnet d'adresses de Tatsuguchi que l'on avait retrouvé sur Attu. L'agent raconta à Hoffman comment Tatsuguchi était mort et lui-même rapporta le récit à Teako. Celle-ci accepte finalement que son mari ne revienne jamais.
Après la guerre, Taeko travaille en tant que secrétaire et enseignante pour les forces d'occupation américaines. En 1954, elle et ses deux filles quittent le Japon et rejoignirent les parents de Taeko à Hawaï. Toutes les trois obtiennent la nationalité américaine. Joy et Laura étudient chacune au Pacific Union College et deviennent infirmières. Joy épousa plus tard un Japonais et retourne vivre au Japon. Quant à Laura, elle épouse un Américain et déménage à Los Angeles où Taeko la rejoint plus tard. En 2005, Taeko accepte de parler de son mari au Kyodo News en disant : « C'était un médecin chrétien très croyant et un homme bon qui était dévoué à Dieu et à sa communauté »,.
En mai 1993, Laura se rend sur Attu et prononce un discours à l'occasion du cinquantième anniversaire de la bataille. Elle déclare : « Quelle ironie que mon père soit mort au combat contre sa chère Amérique pendant qu'il servait loyalement son Japon natal… Comme mon père, j'aime moi aussi énormément le Japon et l'Amérique ».